# Ablabys
Ablabys es un género de peces escorpeniformes de la familia Tetrarogidae que habita en el océano Índico y el oeste del océano Pacífico.

## Especies
Son reconocidos como válidos las siguientes especies:
- Ablabys binotatus (W. K. H. Peters, 1855)
- Ablabys macracanthus (Bleeker, 1852)
- Ablabys taenianotus (G. Cuvier, 1829)